# Madonna della Misericordia

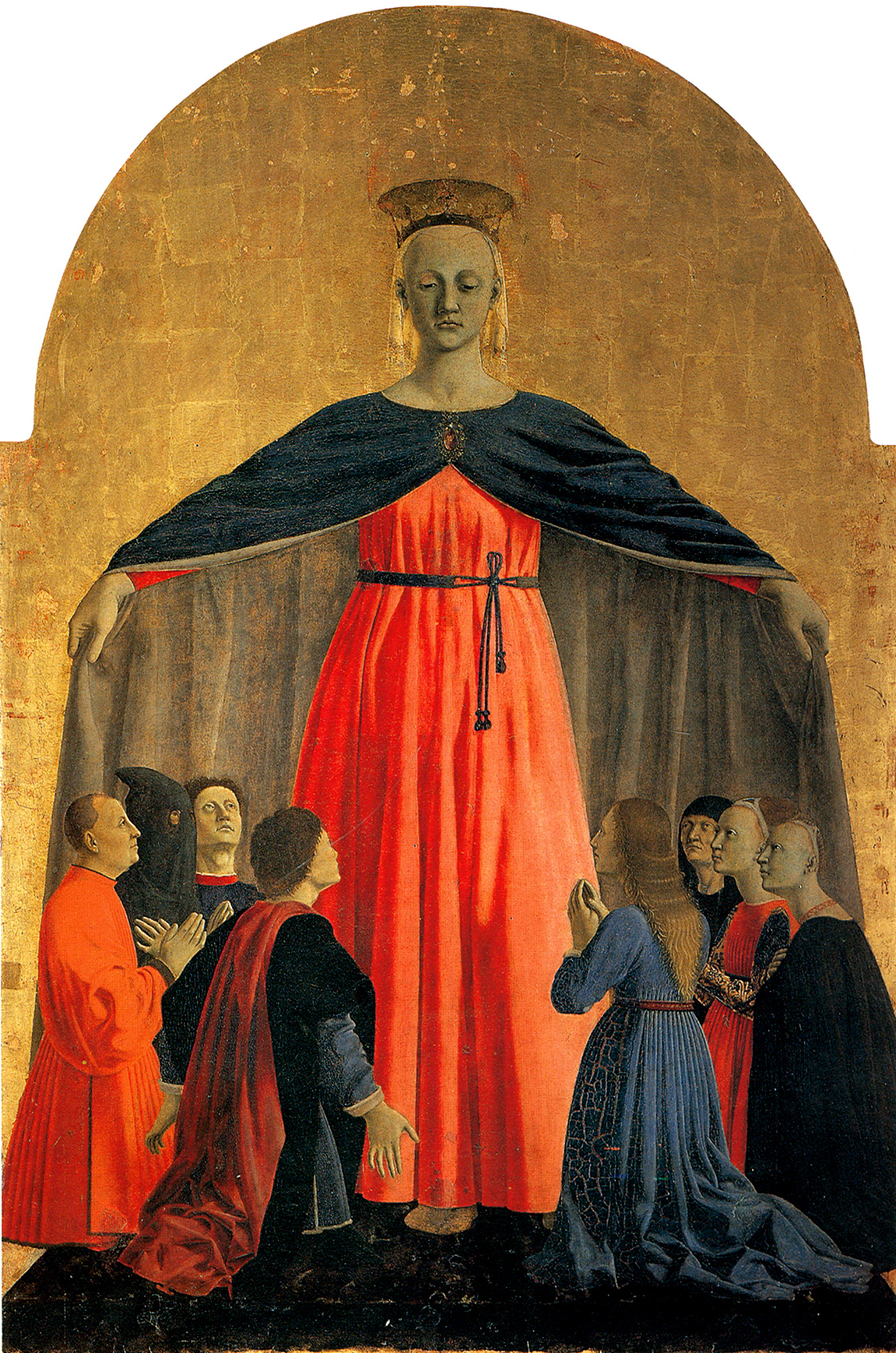
Piero della Francesca, scomparto centrale del Polittico della Misericordia (1444-1464 circa)

La Madonna della Misericordia è il nome di un'iconografia cristiana ricorrente in arte, legato alla protezione di Maria.

## Significato dell'iconografia
La Vergine è raffigurata in piedi, in grandi dimensioni, mentre allarga il proprio mantello per accogliervi, al di sotto, i fedeli inginocchiati. Si tratta di un retaggio dell'epoca medievale, detto della "protezione del mantello", che le nobildonne altolocate potevano concedere a perseguitati e bisognosi d'aiuto. Ciò consisteva appunto nel dar loro simbolico riparo sotto il proprio mantello, considerato inviolabile. 
L'iconografia ebbe un particolare successo presso le confraternite medievali e rinascimentali, tra cui soprattutto le confraternite della Misericordia. Anche dopo la Controriforma il soggetto continuò a godere di un largo seguito, per le sue evidenti connotazioni devozionali.
Con il diffondersi di questa tipologia iconografica, sotto il mantello della Vergine finì per trovare riparo l'intera umanità: uomini e donne, bambini, membri di confraternite religiose o di congregazioni di mestieri, vescovi e papi, re e imperatori. La Madonna, rappresentata in questo modo nelle vesti di protettrice del genere umano dai mali del mondo, era detta anche Madonna dell'Aiuto, della Consolazione, Notre-Dame de Consolation in Francia, Schutzmantelmadonna ("Madonna del mantello protettivo") in Germania, Madonna delle raccomandate in Sardegna, ecc.
Tra le origini storiche di questo modello figurativo va ricordato il teologo medievale e scrittore tedesco Cesario di Heisterbach, il quale, nel Dialogus Miraculorum, composto fra il 1220 e il 1230, riporta la visione di un frate cistercense, ordine a cui lui stesso apparteneva, il quale, rapito in estasi e portato in Paradiso, aveva avuto modo di vedere nascosti sotto le pieghe dell'ampio mantello della Vergine i monaci di Citeaux, a lei molto cari. Tale visione fu presto adottata da altri ordini, dai Domenicani, dalle Carmelitane e anche dai Gesuiti.

## Diffusione
Uno dei più antichi affreschi sul tema della Madonna della Misericordia in Italia si ha a Firenze, nella Loggia del Bigallo (appartenente appunto a una confraternita), attribuita alla cerchia di Bernardo Daddi, interpretabile anche come una figura allegorica per via della mitria vescovile (forse la Sacerdotissa justitiae). 
Celebre è la versione che tra il 1444 e il 1464 dipinse Piero della Francesca a Sansepolcro, il Polittico della Misericordia, oggetto di innumerevoli copie e citazioni. Un'altra Madonna della Misericordia venne dipinta da Domenico Ghirlandaio. Ad Anghiari vi è una terracotta invetriata policroma raffigurante la Madonna della Misericordia e attribuita a Andrea della Robbia.

## Galleria d'immagini

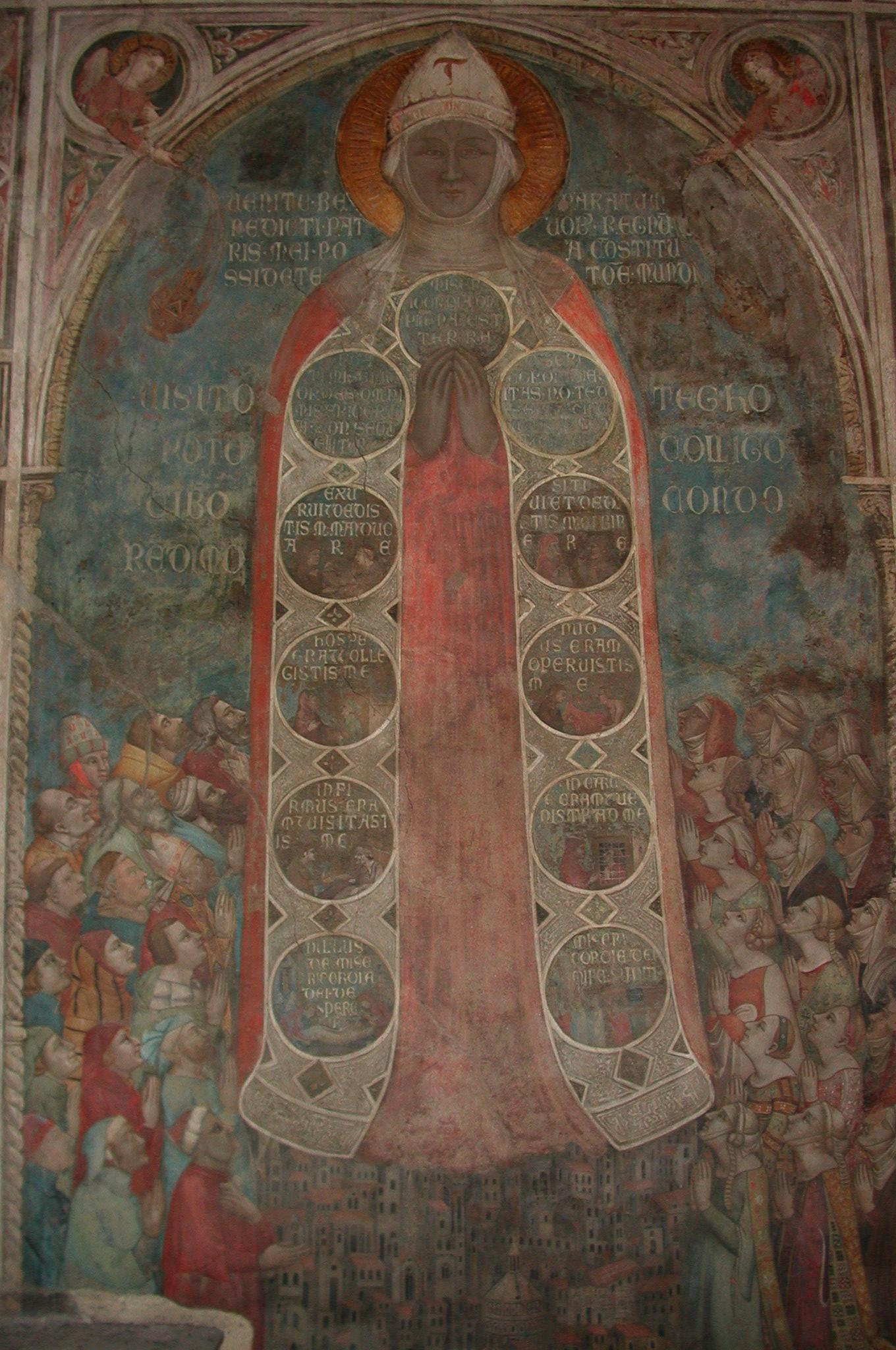
Cerchia di Bernardo Daddi, Madonna della Misericordia del Bigallo (1340 circa)
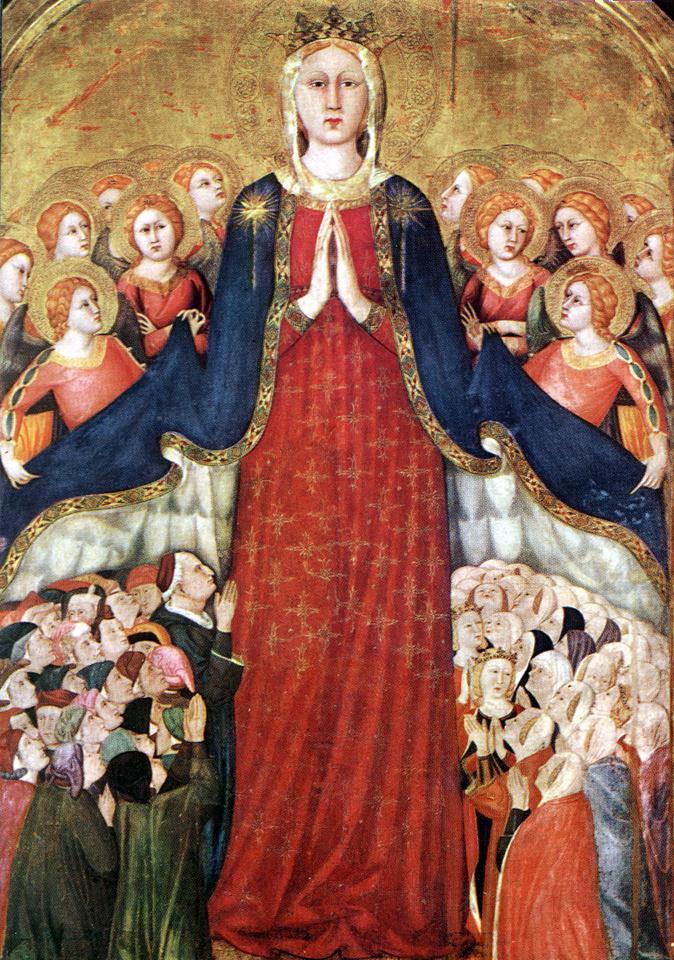
Lippo Memmi, Madonna della Misericordia (1350 circa)
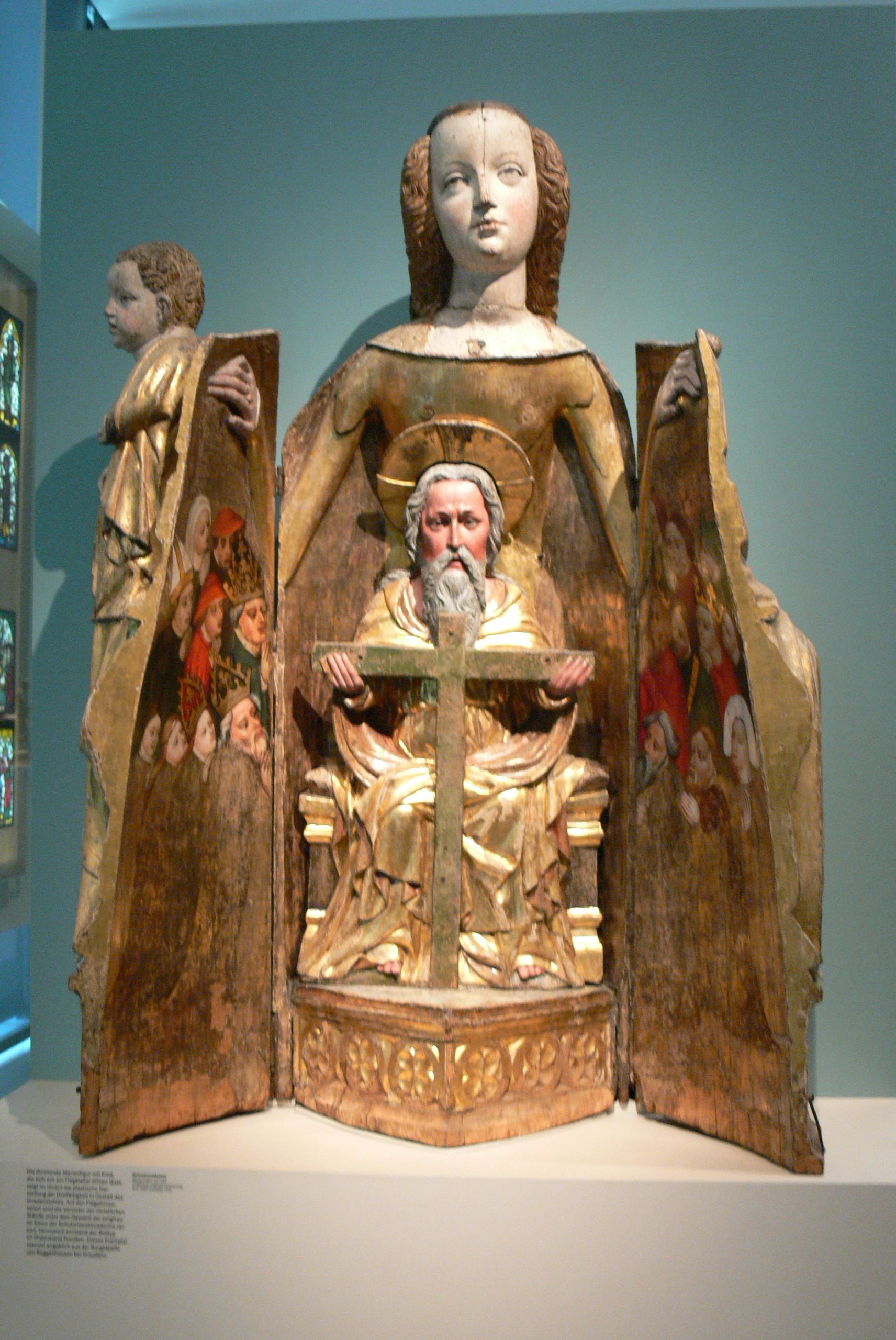
Arte della Prussia occidentale, Madonna della Misericordia e Thronum Gratiae (1390 circa)
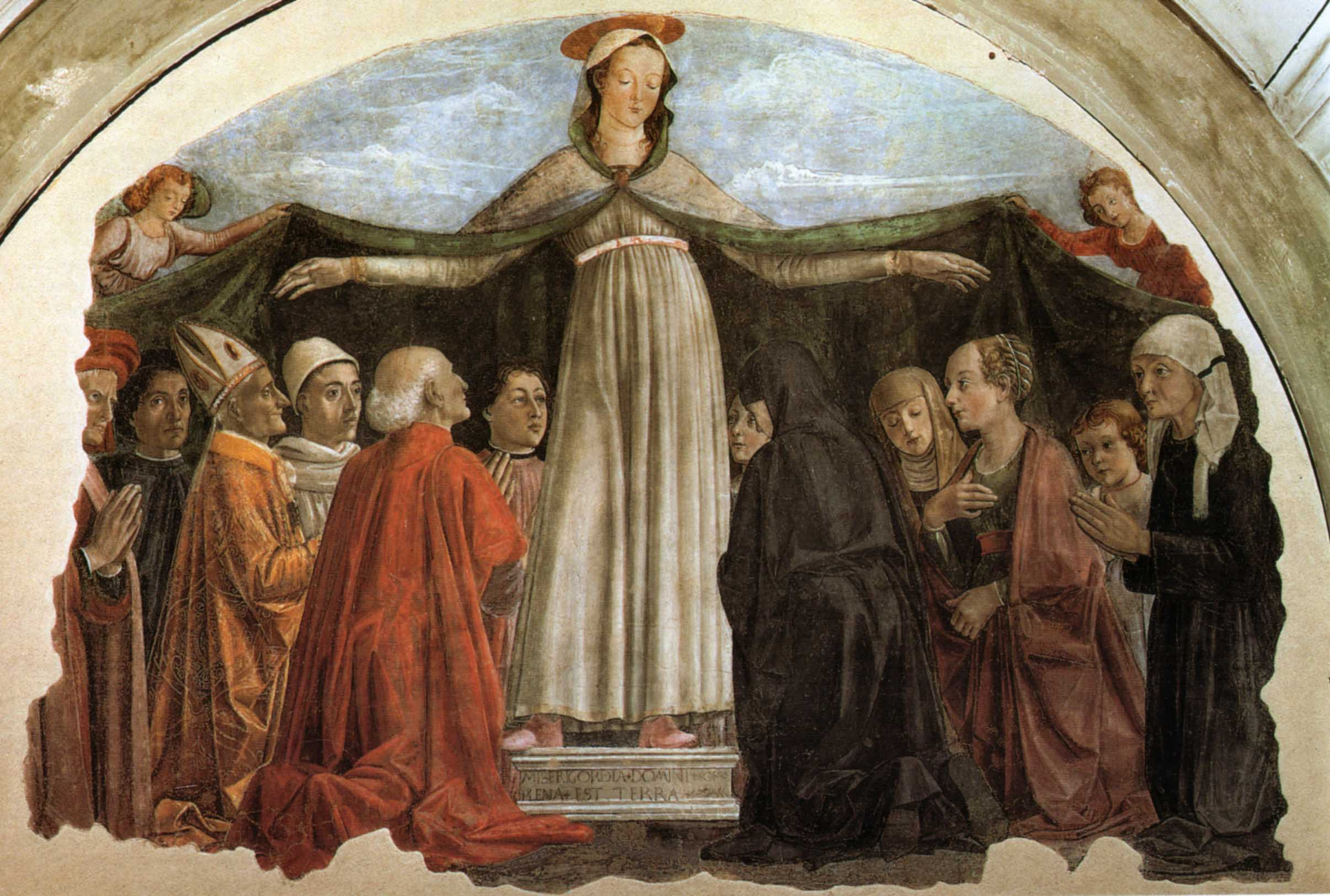
Domenico Ghirlandaio, Madonna della Misericordia (1472 circa)
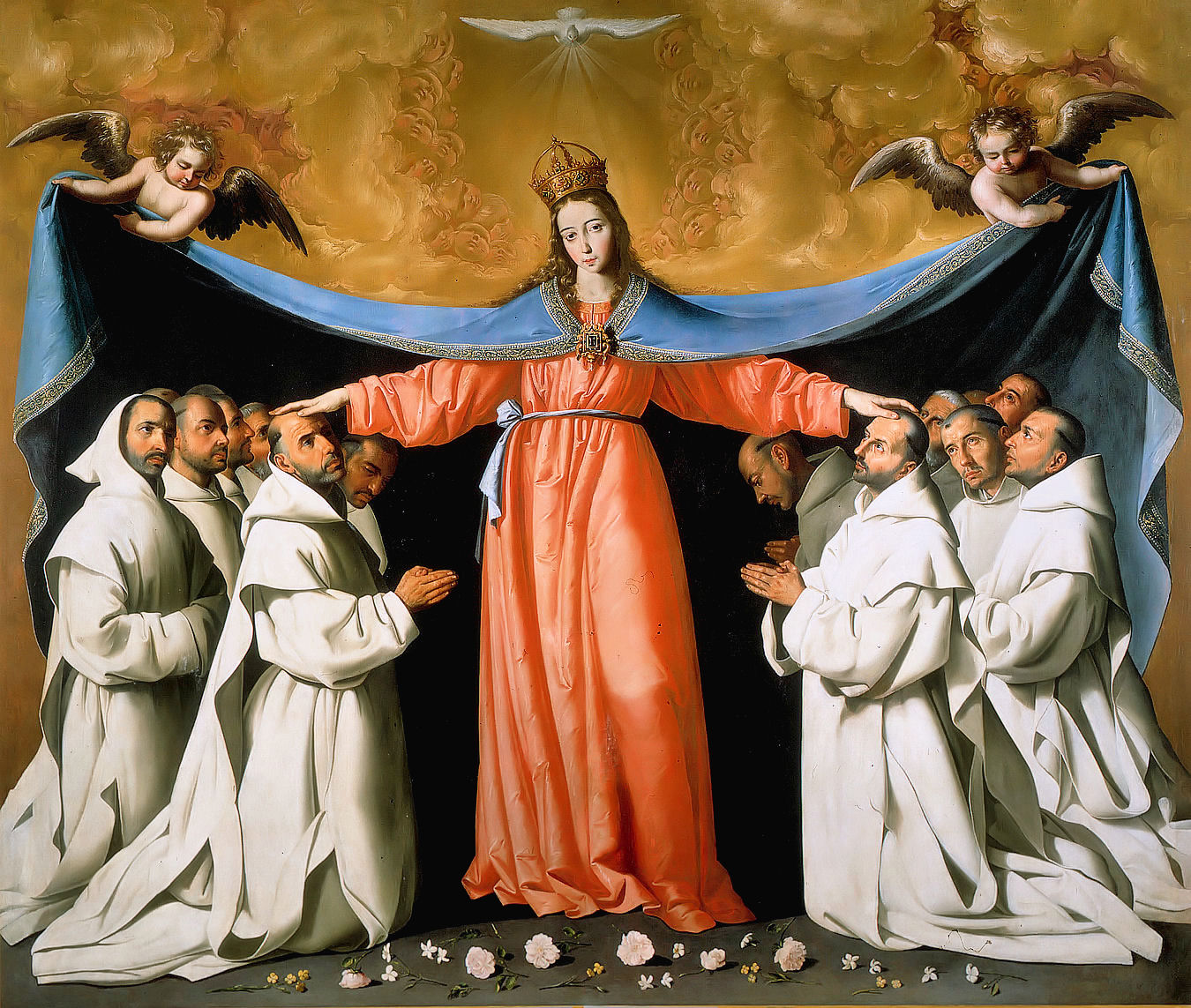
Francisco de Zurbarán, Virgen de las Cuevas (1655)